# Moratsch
Der Moratsch (belarussisch Морач; russisch Морочь, Копанка Kopanka) ist ein rechter Nebenfluss des Slutsch in der belarussischen Minskaja Woblasz.
Der Moratsch entspringt auf dem Kapyler Höhenzug, etwa 10 km östlich vom Rajon-Verwaltungszentrum Kapyl. Von dort fließt er in überwiegend südlicher Richtung. Er fließt westlich des ebenfalls nach Süden strömenden Slutsch. Westlich von Salihorsk wird der Moratsch zum Krasnoslobodskoje-Stausee aufgestaut. Unterhalb des Stausees ist er vollständig kanalisiert. Er mündet schließlich nordwestlich der gleichnamigen Ortschaft Moratsch in den Slutsch, einen Nebenfluss des Prypjat im Einzugsgebiet des Dnepr.
Der Moratsch hat eine Länge von 150 km. Er entwässert ein Areal von 2300 km². Der Fluss wird hauptsächlich von der Schneeschmelze gespeist. Im März und April führt er üblicherweise Hochwasser. Der mittlere Abfluss beträgt 8,7 m³/s. Im Sommer und Herbst kann es aufgrund von starken Niederschlagsereignissen zu Hochwasser kommen. Im Dezember gefriert der Moratsch. Im März / Anfang April reißt die Eisdecke gewöhnlich wieder auf. Zumindest in der Vergangenheit wurde auf dem Fluss Flößerei betrieben.